# Alexéi Fiódorov
Alexei Fiódorov (Алексей Фёдоров), nacido el 27 de septiembre de 1972 en Bielorrusia). Es un Gran Maestro Internacional de ajedrez bielorruso.
Campeón de Bielorrusia en 1993, 1995, 2005 y 2008. En octubre de 2008, su ELO era de 2584 puntos.

## Partidas notables
Morozévich, Aleksandr (2595) - Fiódorov, Alexéi (2580) [B76], Krasnodar, 1997 1.e4 c5 2.Cf3 d6 3.d4 cxd4 4.Cxd4 Cf6 5.Cc3 g6 6.Ae3 Ag7 7.f3 0-0 8.Dd2 Cc6 9.0-0-0 Ad7 10.g4 Tc8 11.h4 Ce5 12.h5 Da5 13.Cb3 Dc7 14.Ae2 b5 15.hxg6 fxg6 16.Rb1 b4 17.Cd5 Cxd5 18.Dxd5+ e6 19.Dd2 Cxf3 20.Cxf3 Txf3 21.Ah6 Axh6 22.Txh6 Ac6 23.Dxb4 Tf4 24.Ra1 Axe4 25.c3 e5 26.Da3 Tcf8 27.Cd2 Ac2 0-1
Fiódorov, Alexéi (2580) - Lanka, Zigurds (2575) [B89], Pula (Istria), 1997 1.e4 c5 2.Cf3 Cc6 3.d4 cxd4 4.Cxd4 Cf6 5.Cc3 d6 6.Ac4 e6 7.Ae3 Ae7 8.De2 a6 9.0-0-0 Dc7 10.Ab3 0-0 11.Thg1 Cd7 12.g4 Cc5 13.Cf5 b5 14.Ad5 Ab7 15.g5 Tfc8 16.Tg3 Ce5 17.Th3 Cg6 18.Dh5 Cf8 19.Cxg7 Axd5 20.Dh6 e5 21.Ch5 Cce6 22.exd5 b4 23.dxe6 Cxe6 24.Cf6+ Axf6 25.gxf6 1-0